# Trasporti in Belize
Questa voce raccoglie le principali tipologie di trasporti in Belize.

## Trasporti su rotaia

### Rete ferroviaria
È inesistente.

### Reti metropolitane
Nel Belize non esistono sistemi di metropolitana.

### Reti tranviarie
Anche il servizio tranviario è assente in questa nazione.

## Trasporti su strada

### Rete stradale
In totale:  2.872 km (dati 1998)
- asfaltate: 565 km
- bianche:  2.307 km.

### Reti filoviarie
Attualmente in Belize non esistono filobus. 

### Autolinee
Nella capitale del Belize, Belmopan ed in altre zone abitate operano aziende pubbliche e private che gestiscono i trasporti urbani, suburbani ed interurbani esercitati con autobus. Per orari vedi thebusschedule.com.

## Idrovie
La nazione dispone di 825 km di acque navigabili stagionalmente, soprattutto da parte di piccole imbarcazioni.

### Porti e scali
- Belize, Big Creek, Corozal Town e Punta Gorda.

## Trasporti aerei

### Aeroporti
In totale: 43 (dati 2005)
a) con piste di rullaggio pavimentate: 5
- oltre 3047 m: 0
- da 2438 a 3047 m: 0
- da 1524 a 2437 m: 1
- da 914 a 1523 m: 2
- sotto 914 m: 2

b) con piste di rullaggio non pavimentate: 38
- oltre 3047 m: 0
- da 2438 a 3047 m: 1
- da 1524 a 2437 m: 0
- da 914 a 1523 m: 11
- sotto 914 m: 26.